# داء السمكية القنفذي
داء السمكية القنفذي عبارة عن مجموعة من الاضطرابات الجلدية النادرة في عائلة السماك من الاضطرابات الجلدية التي تتميز بفرط التقرن الهائل والتي تظهر على هيئة قشور شوكية. يستخدم هذا المصطلح أيضًا للإشارة إلى نوع من وحمات البشرة ذات توزيع ثنائي واسع النطاق.

## أنواع

### سماك قنفذي، نوع Curth-Macklin

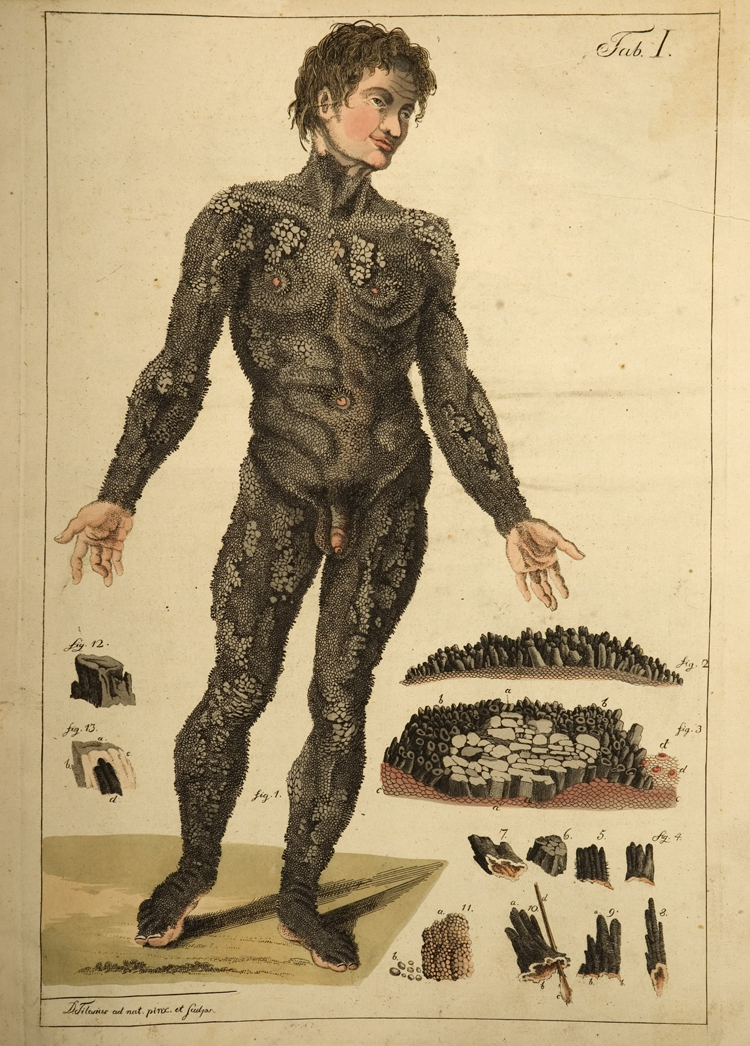
إدوارد لامبرت، رجل إنجليزي يعاني من داء السمكية القنفذي.

تتشابه أعراض داء السمكية القنفذي Curth-Macklin مع فرط التقرن الجلدي (نوع NPS-2) ولكن لا يوجد تقرحات وفرط التقرن ثؤلولي أو شبيه بالأشواك. فرط التقرن بني رمادي اللون وأكثر وضوحًا على الذراعين والساقين. وهي حالة وراثية جسدية سائدة ويمكن أن تنجم عن أخطاء في جين KRT1. سميت على اسم هيلين أوليندورف كيرث (1899-1982)، وهي طبيبة أمراض جلدية يهودية ألمانية، ومادج ثورلو ماكلين (1893-1962)، عالمة وراثة طبية أمريكية، وهو واحد من المتلازمات الأولى التي سميت باسم امرأتين.

### داء السمكية القنفذي، نوع لامبرت
يُعرف أيضًا باسم سماك قنفذي وخيم أو رجل الشيهم. يتميز هذا المرض بالقشور الشوكية التي تغطي كامل الجسم باستثناء الوجه والأعضاء التناسلية وراحتي اليد والأخمصين. الحالات الوحيدة المعروفة كانت موجودة في إدوارد لامبرت (المعروف باسم رجل الشيهم) الذي عُرض أمام الجمعية الملكية في لندن عام 1731 وثلاثة أجيال من نسله. لا توجد حالات لهذا المرض معروفة الآن على الرغم من أن بعض الخبراء يعتقدون أنه قد يكون نوعًا من فرط التقرن الجلدي. من تاريخ عائلة لامبرت، يبدو أن المرض كان حالة جسدية سائدة.

### السماك الشبيه بالقنفذ مع متلازمة الصمم
تُعرف متلازمة HID أيضًا باسم سماك قنفذي، نوع رايدت تيمنا باسم مدينة رايدت الألمانية بالقرب من دوسلدورف حيث تم اكتشافها لأول مرة. تتمثل الأعراض في فقدان السمع الثنائي والكتل الشائكة المفرطة التقرن التي تغطي الجسم كله على الرغم من أن راحة اليد والأخمصين أقل تأثراً. يمكن تمييزه عن متلازمة KID (التي لديها أيضًا أعراض الصمم والسُماك) بالتوزيع المختلف لفرط التقرن. وهي حالة جسدية سائدة ناتجة عن طفرة في جين GJB2 (نفس الجين المتأثر بمتلازمة KID).

### السماك القنفذي، نوع Baefvertstedt
مرض نادر للغاية لا يُعرف عنه سوى عدد قليل من الحالات المعزولة.